# Sankt Veit an der Gölsen

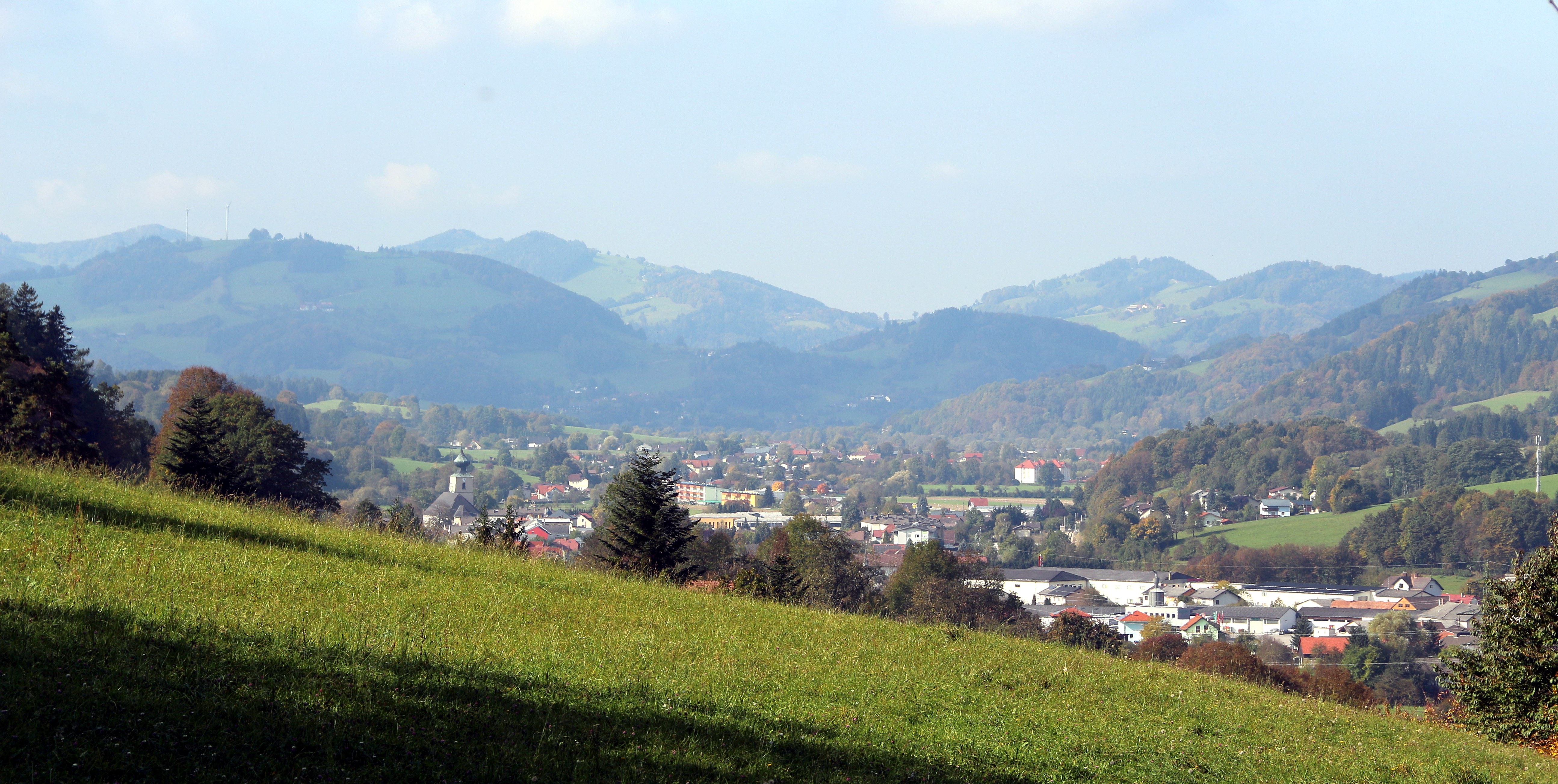
St. Veit an der Gölsen

Sankt Veit an der Gölsen là một thị xã thuộc huyện Melk trong bang Niederösterreich.